# روت رندل
روت رندل (انگلیسی: Ruth Rendell; ۱۷ فوریهٔ ۱۹۳۰ – ۲ مهٔ ۲۰۱۵) رمان‌نویس اهل بریتانیا بود. وی برندهٔ جوایزی همچون جایزه ادگار شده‌است. او همچنین جوایز نقره، طلا و الماس کارتیه انجمن نویسندگان جنایی را دریافت کرده است.
او نویسندۀ داستان‌های هیجان‌انگیز و مرموز جنایی است. معروف‌ترین مخلوق او سربازرس واکسفورد است که شش فصل اول مجموعۀ تلویزیونی داستان‌های اسرار‌آمیز روث رندل متمرکز بر آن است.
او همچنین آثاری با نام ادبی باربارا وین منتشر کرده است.